# Порантрюї
Порантрюї (фр. Porrentruy) — місто  в Швейцарії в кантоні Юра, округ Порантрюї.

## Географія

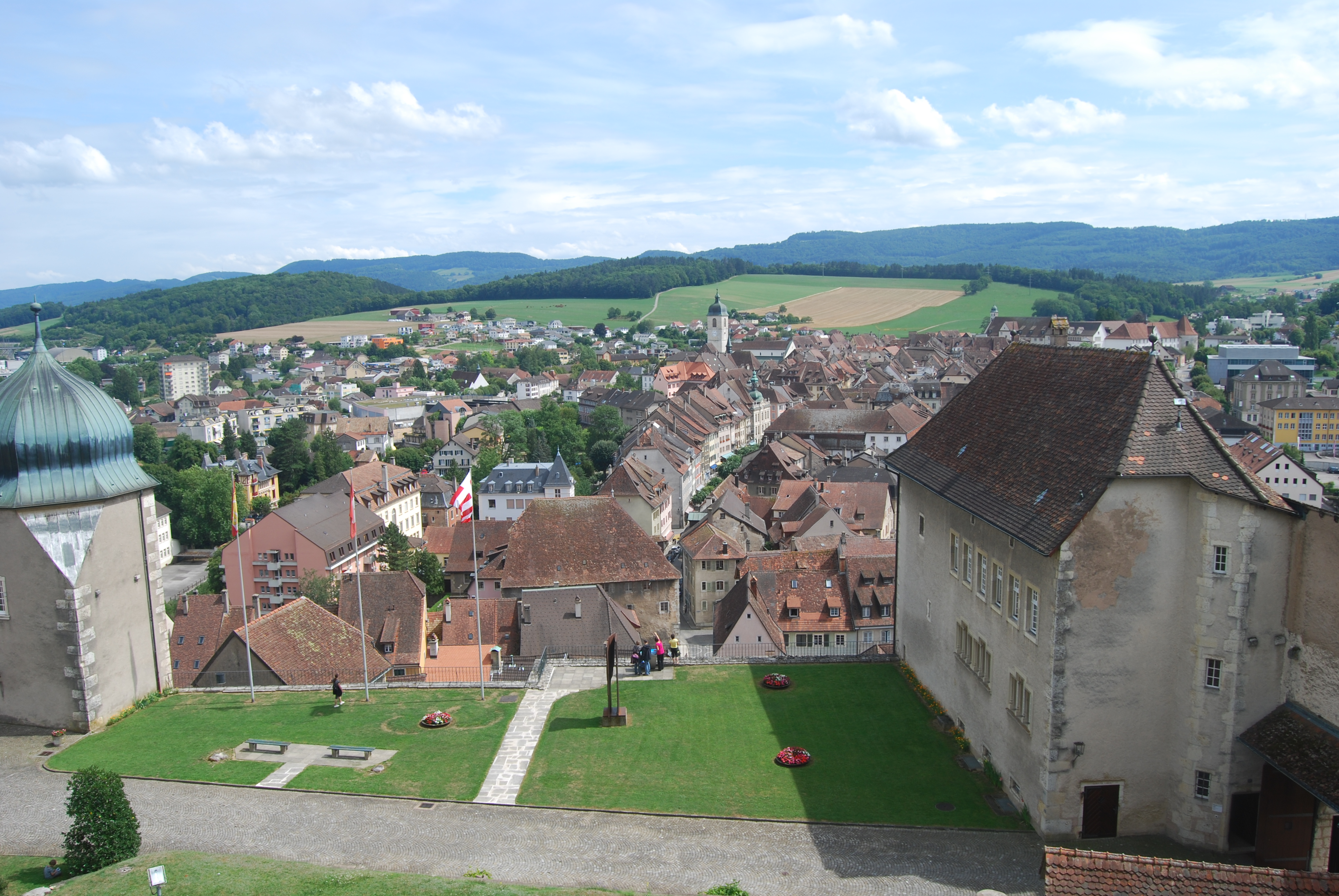
Панорама міста.

Місто розташоване на відстані близько 60 км на північний захід від Берна, 22 км на захід від Делемона.
Порантрюї має площу 14,8 км², з яких на 24,6% дозволяється будівництво (житлове та будівництво доріг), 34,4% використовуються в сільськогосподарських цілях, 40% зайнято лісами, 1% не є продуктивними (річки, льодовики або гори).

## Історія
Перші поява людей датуються ще за часів мезоліту, залишки їхньої діяльності були знайденні на задньому дворі одного з готелів. Пізніше було знайдено залишки часів неоліту, бронзової доби та залізної доби. Перше поселення імовірно було за часів Риму про що свідчить залишок ділянки Римської дороги між Аугустом та Мандером.
Перша письмова згадка датується 1136 роком. В околицях церкви Сен-Жермен, яка була побудована в ранньому середньовіччі почало виникати поселення. А міська стіна ймовірно була збудована до 1283 року.
Під час Реформації місто отримало свій найбільший розвиток це тривало з 1527 по 1608 роки. Період процвітання завершився в 1618 з початком Тридцятилітньої війни під час якої місто неодноразово було окуповано та пограбоване. Після війни посилалась влада єпископів, що призвело до повстання 20 грудня 1790, яке завершилось вигнанням єпископа. 27 квітня 1792 до міста увійшли французькі революційні війська і спочатку місто стало столицею залежної республіки, а 1793 увійшла до складу Франції. Під час Війни шостої коаліції до міста увійшли французькі війська, після падіння влади Наполеона Поррантрюї увійшов до кантону Берн.
Політичне життя в місті в XIX столітті характеризується боротьбою між ліберально-радикальними та католицькими консерваторами. Радикали мали більшість у міській раді з 1860 до 1972 року.
У другій половині XX століття напруженість між франкомовною меншиною у кантоні Берна та німецькомовною більшістю призвела до створення нового кантону Юри 1 січня 1979 року.

## Демографія
2019 року в місті мешкало 6563 особи (-1,9% порівняно з 2010 роком), іноземців було 18,4%. Густота населення становила 445 осіб/км².
За віковим діапазоном населення розподілялося таким чином: 17,4% — особи молодші 20 років, 58,8% — особи у віці 20—64 років, 23,9% — особи у віці 65 років та старші. Було 3243 помешкань (у середньому 2 особи в помешканні).
Із загальної кількості 6913 працюючих 54 було зайнятих в первинному секторі, 1519 — в обробній промисловості, 5340 — в галузі послуг.
За мовним поділом місто має наступні цифри: французька мова — 6 046 або 89,5 %; німецька мова — 191 або 2,8 %; італійська мова — 47 або 2,2 %. Лише два чоловіка розмовляли ретороманською мовою.
Населення міста в історичній таблиці:

## Економіка
У Порантрюї розвинуте металообробка, машинобудування, електроніка та виробництво меблів. Рівень безробіття в 2010 становив 6,3 %. 0,5 % містян виїздить на роботу з Швейцарії до інших країн.

## Релігія
Більшість належить до римо-католиків 74,3 % тоді як 9,7 % належить до Швейцарської реформатської церкви. З решти населення до православної церкви належить 0,67 % населення і ще 1,58 % належать до інших конфесій.

## Освіта
У муніципалітеті було 5 дошкільних закладів, 36 середніх загальноосвітніх навчальних закладів.

## Транспорт

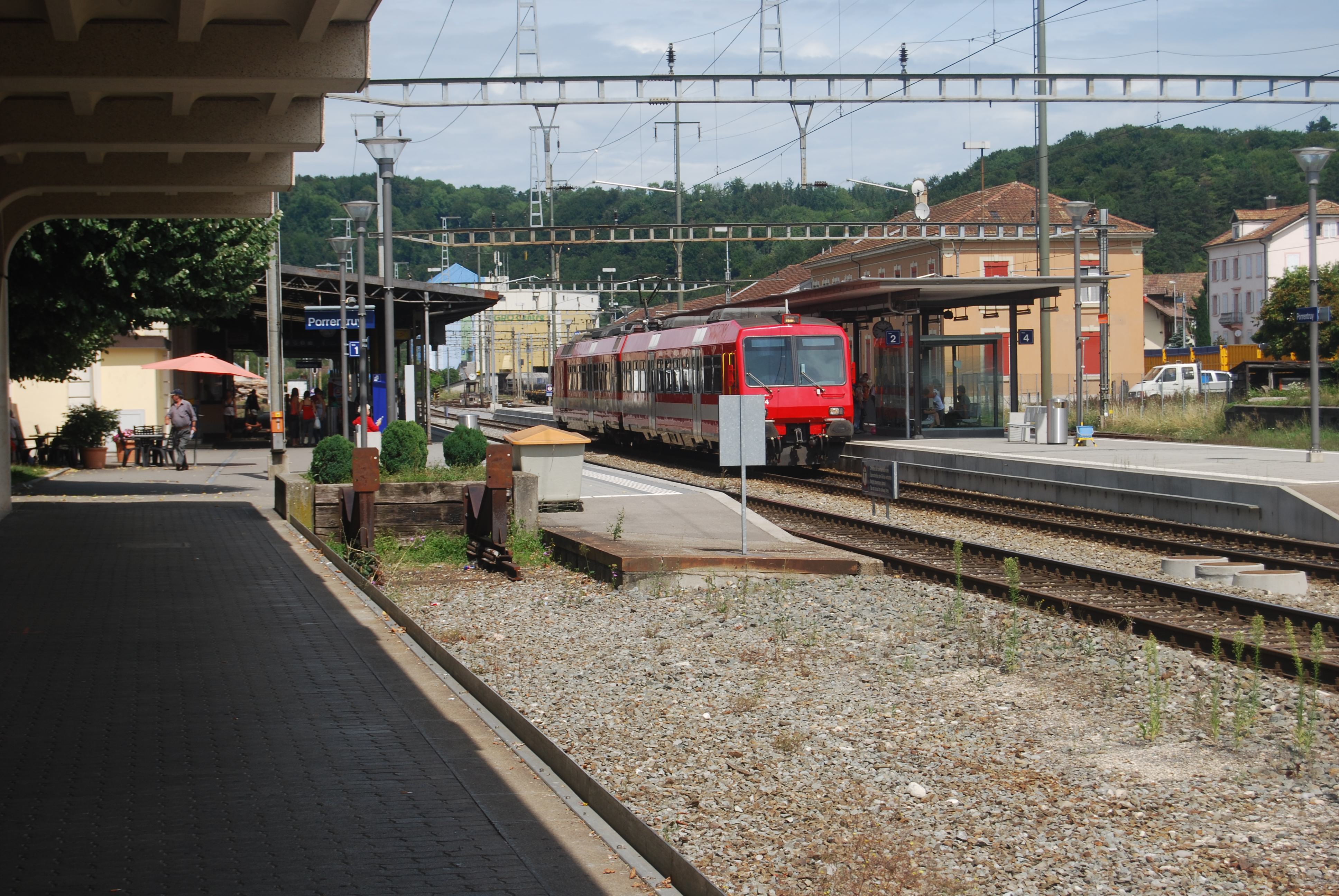
Залізнична станція Поррнтрюї.

Місто обслуговується Швейцарською федеральною залізницею на регіональних дільницях Базель — Ольтен, курсують також потяги до Парижу.
Містом проходять дві автостради A16 і E27

## Спорт
У місті базується хокейна команда Ажуа, яка виступає в Національній лізі А.